# Vinko Zwitter
Vinko Zwitter (cvíter),  koroškoslovenski narodni delavec, * 19. julij 1904, Drašče, (nem. Draschitz), † 3. maj 1977, Tešinja (nem. Töschnig)

## Življenje in delo
Na Dunaju je končal študij na Visoki šoli za svetovno trgovino (1928). Leta 1941 je doktoriral iz trgovskih ved in 1951 opravil profesorski izpit za trgovske akademije. 
V letih 1929−41 je bil tajnik Slovenske krščansko-socialne zveze za Koroško, ki se je leta 1934 preimenovala v Slovensko prosvetno zvezo, v istem obdobju urednik ter od 1936-1938 tudi založnik in izdajatelj tednika Koroški Slovenec ter vodja slovenskega dijaškega doma v Celovcu; bil je ena osrednjih osebnosti slovenske manjšine na Koroškem. V letih 1941−45 je bil v izgnanstvu, od 1946 pa profesor na trgovski šoli in trgovski akademiji v Celovcu. Po koncu 2. svetovne vojne je bil tudi eden od podpredsednikov Pokrajinskega odbora OF, po izključitvi iz OF 1947 pa je vodil obnavljanje katoliških organizacij koroških Slovencev; bil je tudi med  ustanovitelji celovške MD, od 1949-56 pa urednik revije Družina in dom. Po 2. vatikanskem koncilu je postal vodilni slovenski laik v katoliških organizacijah ter je posebej deloval med izobraženci. V obdobju 1965-77 je bil prvi predsednik slovenskega Katoliškega delovnega odbora Katoliške akcije na Koroškem. Sodeloval je tudi pri nastajanju Kmečke gospodarske zveze (1959-64 njen tajnik) in bil med pobudniki za ustanovitev slovenske kmečke šole v Tinjah. Članke je objavljal v slovenskih koroških časopisih ter veliko nastopal v slovenskih oddajah celovškega radia.